# ロビンエンジン
ロビンエンジン（英語：Robin Engine）は、SUBARU（旧・富士重工業）が製造・販売していた汎用エンジンのブランド名。
ラビットスクーター用エンジンを汎用化したのが始まり。空冷ガソリンエンジンを得意とし、国内の小型建設機械向けには圧倒的なシェアを持ち、生産台数は100万台以上である。かつてはロビンエンジン搭載の農業用耕耘機の生産も行っていたが、子会社の富士ロビンに営業譲渡された。その後、富士ロビンはマキタ（ラビットブランド）に吸収合併されている。このような事情から2000年代後半より、SUBARUが製造する汎用エンジンはロビンブランドからスバルブランドに順次切り換えられた。
2017年9月末、生産・販売が終了し、汎用エンジンの製造販売から撤退した。「EH　Vツインシリーズ」の3製品（EH65、EH72、EH65V）についてはヤマハ発動機の子会社ヤマハモーターパワープロダクツに譲渡された。

## 代表機種
- EYシリーズ（SV）
- EHシリーズ（OHV）
- EXシリーズ（SOHC）
- EKシリーズ
- EYシリーズ
- EY-Kシリーズ（ケロシン発動機)
- DYシリーズ（空冷ディーゼルエンジン）
- EY-Kシリーズ（ケロシンエンジン）
- ECシリーズ（2サイクルガソリンエンジン）